# Ермаково (Любимский район)
Ермаково — деревня в Любимском районе Ярославской области, административный центр Ермаковского сельского поселения.

## География
Деревня расположена на берегу реки Секша в 20 км на восток от райцентра города Любим.

## История
В конце XIX — начале XX века существовало две деревни: Ермаково на левом берегу Секши и Халдеево — на правом. Обе деревни входили в состав Заобнорской волости Любимского уезда Ярославской губернии. В 1914 году в Ермаково проживало 214 человек, в Халдеево — 211 человек.
С 1929 года деревня входила в состав Ермаковского сельсовета Любимского района с центром в деревне Халдеево, в 1970-х годах произошло объединение двух деревень, с 2005 года — центр Ермаковского сельского поселения.

## Население
| 1859 | 1914 | 2002 | 2007 | 2010 |
| ---- | ---- | ---- | ---- | ---- |
| 119  | ↗214 | ↗443 | ↘418 | ↘380 |

## Инфраструктура
В деревне имеются Ермаковская средняя общеобразовательная школа (новое здание открыто в 1977 году), детский сад, дом культуры, фельдшерско-акушерский пункт, отделение почтовой связи.